# Susan Sloan
Susan Sloan   (Stettler, 5 d'abril de 1958), de casada Smith i després Kelsey, és una nedadora canandenca, ja retirada, que va competir durant la dècada de 1970.
El 1976 va prendre part en els Jocs Olímpics d'Estiu de Mont-real, on va disputar dues proves del programa de natació. Fent equip amb Robin Corsiglia, Wendy Hogg i Anne Jardin va guanyar la medalla de bronze en la prova dels 4x100 metres estils, mentre en els 100 metres papallona quedà eliminada en semifinals.
En el seu palmarès també destaquen una medalla de bronze en els 4x100 metres lliures al Campionat del Món de natació de 1978, formant equip amb Gail Amundrud, Nancy Garapick i Wendy Quirk. El 2014 fou incorporada a l'Alberta Sports Hall of Fame.